# Amplificação isotérmica mediada por laço
A amplificação isotérmica mediada por laço (LAMP) é uma técnica de tubo único para a amplificação do ADN e uma alternativa de baixo custo para detectar certas doenças. A amplificação isotérmica mediada por laço de transcrição reversa (RT-LAMP) combina o LAMP com uma etapa de transcrição reversa para permitir a detecção de RNA.
O LAMP é uma técnica de amplificação isotérmica de ácido nucleico. Em contraste com a tecnologia de reacção em cadeia da polimerase (PCR), na qual a reacção é realizada com uma série de passos ou ciclos de temperatura alternados, a amplificação isotérmica é realizada a uma temperatura constante, e não requer um termociclador.

## Técnica
No LAMP, a sequência alvo é amplificada a uma temperatura constante de 60-65 °C (140-149 °F) utilizando dois ou três conjuntos de iniciadores e uma polimerase com elevada actividade de deslocamento de cordões, para além de uma actividade de replicação. Tipicamente, são utilizados 4 iniciadores diferentes para amplificar 6 regiões distintas no gene alvo, o que aumenta a especificidade. Um par adicional de "iniciadores de laço" pode acelerar ainda mais a reacção. A quantidade de ADN produzida no LAMP é consideravelmente maior do que a amplificação baseada em PCR.

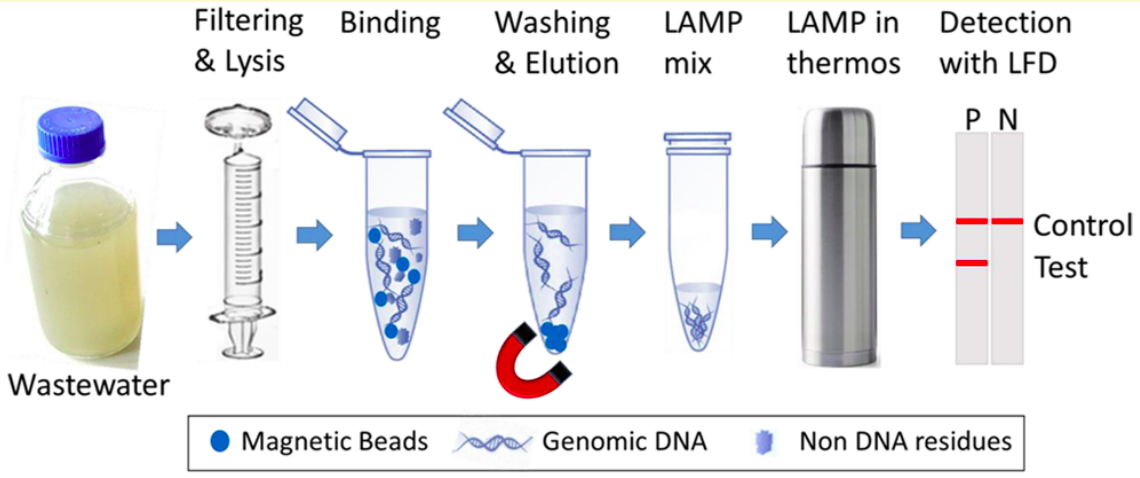
Esquema de um LAMP de biomarcadores de ácido nucleico a partir de amostras de águas residuais não tratadas, para quantificar rapidamente o ADN mitocondrial (mtDNA) específico do ser humano.

O produto de amplificação pode ser detectado através de fotometria, medindo a turbidez causada pelo precipitado de pirofosfato de magnésio em solução como subproduto da amplificação. Isto permite uma fácil visualização a olho nu ou através de abordagens simples de detecção fotométrica para pequenos volumes. A reacção pode ser seguida em tempo real, quer pela medição da turbidez, quer pela fluorescência utilizando corantes intercalados, tais como SYTO 9. Os corantes, como o verde SYBR, podem ser usados para criar uma mudança de cor visível que pode ser vista a olho nu sem necessidade de equipamento dispendioso, ou para uma resposta que pode ser medida com maior precisão por instrumentação. As moléculas de corante intercalam ou rotulam directamente o ADN, e por sua vez podem ser correlacionadas com o número de cópias inicialmente presentes. Assim, o LAMP também pode ser quantitativo.
A detecção em tubos da amplificação do ADN LAMP é possível utilizando calceína carregada de manganês, que começa a fluorescer após a complexação do manganês pelo pirofosfato durante a síntese in vitro do ADN.
Outro método de detecção visual dos amplicons LAMP a olho nu foi baseado na sua capacidade de hibridização com ss-DNA ligados a ouro complementar, evitando assim a mudança normal da cor vermelha para púrpura-azul que de outra forma ocorreria durante a agregação das partículas de ouro induzidas pelo sal. Assim, um método LAMP combinado com a detecção amplicon por AuNP pode ter vantagens sobre outros métodos em termos de tempo de ensaio reduzido, confirmação amplicon por hibridação e utilização de equipamento mais simples (ou seja, sem necessidade de um termociclador, equipamento de electroforese ou um trans-iluminador UV).

## Utilizações e benefícios
LAMP é uma técnica relativamente nova de amplificação de ADN, que devido à sua simplicidade, robustez, e baixo custo, poderia proporcionar grandes vantagens. O LAMP tem o potencial de ser utilizado como um simples ensaio de rastreio no campo ou no ponto de tratamento por clínicos. Uma vez que o LAMP é isotérmico, o que elimina a necessidade de termocicladores caros utilizados na PCR convencional, pode ser um método particularmente útil para o diagnóstico de doenças infecciosas em países de baixo e médio rendimento. O LAMP está a ser amplamente estudado para a detecção de doenças infecciosas como a filariose, o vírus Zika, a tuberculose, a malária, a doença do sono e o SARS-CoV-2. Nas regiões em desenvolvimento, tem ainda de ser amplamente validado para outros agentes patogénicos comuns.
Tem-se observado que o LAMP é menos sensível (mais resistente) do que a PCR a inibidores em amostras complexas como o sangue, provavelmente devido à utilização de uma polimerase de ADN diferente (tipicamente Bst - Bacillus stearothermophilus - DNA polimerase em vez de Taq polimerase como na PCR). Vários relatórios descrevem a detecção bem sucedida de agentes patogénicos a partir de amostras minimamente processadas, tais como sangue tratado termicamente, ou na presença de matrizes de amostras clínicas. Esta característica do LAMP pode ser útil em cenários de poucos recursos ou de campo onde uma extracção convencional de ADN ou RNA antes de testes de diagnóstico pode ser impraticável.

## Limitações
LAMP é menos versátil que a PCR, a técnica de amplificação de ácido nucleico mais bem estabelecida. O LAMP é útil principalmente como técnica de diagnóstico ou detecção, mas não é útil para clonagem ou muitas outras aplicações da biologia molecular possibilitadas pela PCR. Porque o LAMP utiliza 4 (ou 6) primários visando 6 (ou 8) regiões dentro de um segmento bastante pequeno do genoma, e porque a concepção dos primários está sujeita a numerosas restrições, é difícil conceber conjuntos de primários para o LAMP "a olho nu". Os pacotes de software gratuitos, de código aberto ou comerciais são geralmente utilizados para ajudar na concepção de cartilhas LAMP, embora as restrições de concepção das cartilhas signifiquem que há menos liberdade para escolher o local alvo do que com a PCR.
Numa aplicação de diagnóstico, isto deve ser equilibrado com a necessidade de escolher um alvo apropriado (por exemplo, um local conservado num genoma viral altamente variável, ou um alvo específico para uma determinada estirpe de patogéneo). Podem ser necessárias múltiplas sequências degeneradas para cobrir as diferentes estirpes variantes da mesma espécie. Uma consequência de ter um tal cocktail de iniciadores pode ser uma amplificação não específica na amplificação tardia.
As abordagens de multiplexação para LAMP estão menos desenvolvidas do que para PCR. O maior número de iniciadores por alvo no LAMP aumenta a probabilidade de interacções iniciador-primeiro para conjuntos de alvos multiplexados. O produto do LAMP é uma série de concatemers da região alvo, dando origem a uma "escada" característica ou padrão de banda num gel, em vez de uma única banda como na PCR. Embora isto não seja um problema na detecção de alvos únicos com LAMP, as aplicações "tradicionais" (endpoint) de PCR multiplex em que a identidade de um alvo é confirmada pelo tamanho de uma banda num gel não são viáveis com LAMP. A multiplexação em LAMP foi conseguida escolhendo uma região alvo com um local de restrição, e digerindo antes de correr num gel, de tal forma que cada produto dá origem a um tamanho distinto de fragmento, embora esta abordagem acrescente complexidade ao desenho experimental e ao protocolo.
A utilização de uma polimerase de ADN de desprendimento de fios no LAMP também exclui a utilização de sondas de hidrólise, por exemplo sondas TaqMan, que dependem da actividade de exonuclease de 5'-3' da Taq polimerase. Foi relatada uma abordagem alternativa de multiplexação em tempo real com base em supressores de fluorescência.
O corante verde SYBR pode ser adicionado para visualizar a LAMP em tempo real. No entanto, na amplificação tardia, a amplificação primer-dímero pode contribuir para um sinal falso positivo. A utilização de pirofosfatase inorgânica numa mistura de reacção SYBR permite o uso de análise de fusão para distinguir a amplificação correcta
Embora tenham sido propostas diferentes estratégias de mitigação para resultados falsos positivos em ensaios baseados neste método, a amplificação não específica devido a vários factores, incluindo a ausência de mecanismos de regulação da temperatura, é uma das principais limitações da amplificação isotérmica mediada por Loop.